# 内乡站
内乡站，位于中华人民共和国河南省南阳市内乡县，是宁西铁路上的火车站，始建于2000年，并于2005年启用营运，由郑州局集团南阳车务段管辖。
本站原有4条到发线，宁西增建二线在本站改建站场后规模2台5线；长500米、宽9米的基本站台和中间站台各一座，各站台和站房间通过旅客地道连接。车站货场位于站对东侧，设有2条货物线。